# Little Richard
Richard Wayne Penniman (Macon, Georgia, 5 december 1932 – Tullahoma, Tennessee, 9 mei 2020) bekend onder de artiestennaam Little Richard, was een Amerikaanse zanger en pianist. Hij is een belangrijke grondlegger van de rock-'n-roll. Hij wordt vaak in één adem genoemd met Chuck Berry, Elvis Presley en Buddy Holly. Door het gebruik van de piano vertoont zijn rock enerzijds overeenkomst met die van Jerry Lee Lewis, anderzijds met die van Fats Domino, terwijl hij met een grote nadruk op uiterlijk vertoon en kenmerkende hoge uithalen wel als voorloper van de glamrock gezien wordt.

## Biografie

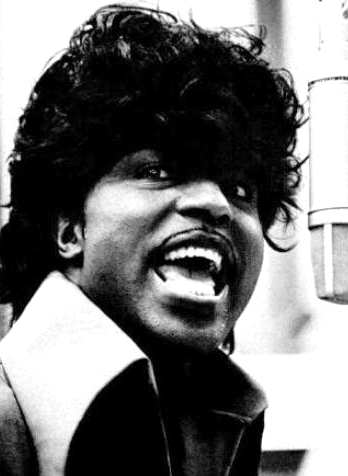
Little Richard in 1967

Richard was het derde kind uit een gezin van zestien en deed in zijn jeugd muzikale ervaring op als pianist in de kerk. Na in 1951 op een talentenjacht ontdekt te zijn, maakte hij enige plaatjes, die echter niet aansloegen. Toen in 1955 de rock-'n-roll-rage op gang kwam, brak hij door met nummers als Tutti Frutti, Long Tall Sally, Lucille en Good golly Miss Molly, die allemaal de status van gouden plaat behaalden. Hij drukte een eigen stempel op de rock-'n-roll door zijn opzwepende en elektriserende wijze van zingen. Na zijn successen trok hij zich in 1957 terug, toen hij voor een journalist verklaarde dat rock-'n-roll, met zijn obscene teksten en sterk seksuele lading, tegen Gods wil was en hij een dure ring in de Hunter River bij Sydney wierp. In 1962, toen rock-'n-roll al veel meer geaccepteerd was, maakte hij zijn rentree met een Britse tournee. Hij werd hierbij gesteund door een paar van zijn Britse fans, The Beatles en The Rolling Stones. In de tussentijd had hij een aantal gospelplaten opgenomen. Daarna trad hij nog af en toe op en maakte hij ook nog platen, al stak hij de meeste tijd in zijn loopbaan als predikant. Een moeilijk moment, gezien zijn religieuze achtergrond, was zijn bekentenis dat hij homoseksueel was.
Little Richard speelde na 1980 incidenteel mee met jongere popartiesten, zoals Elvis Costello. Ook rapte hij in het nummer Elvis is Dead van Living Colour en speelde hij incidenteel in films. Recenter toerde hij samen met Chuck Berry door de Verenigde Staten en droeg hij bij aan een tributealbum voor Johnny Cash.
In 1986 speelde Queen Tutti Frutti tijdens hun laatste tour met de Magic Tour als eerbetoon, de laatste tour met Freddie Mercury.
Hij heeft ook veel gastoptredens gedaan in films en tv-series (vaak als zichzelf), waaronder in de film The Girl Can't Help It en in de series Columbo, Sesame Street en Full House.
Little Richard overleed op 9 mei 2020, 87 jaar oud. Hij werd begraven in Oakwood Memorial Gardens Cemetery te Huntsville.

## Eerbetoon
Little Richard werd in 1986 als een van de eersten opgenomen in de Rock and Roll Hall of Fame. In 2004 werd hij op nummer 12 gekozen in de lijst "The 100 Greatest Artists of All Time" van Rolling Stone. Verder werd hij in 2003 opgenomen in de Songwriters Hall of Fame en kreeg hij in 2008 een ster in de Music City Walk of Fame.
In de film Elvis uit 2022 werd Little Richard gespeeld door Alton Mason.

## NPO Radio 2 Top 2000
| Nummers met noteringen in de NPO Radio 2 Top 2000 | '99  | '00  | '01  | '02-'03 | '04  |
| ------------------------------------------------- | ---- | ---- | ---- | ------- | ---- |
| Long Tall Sally                                   | 1695 | 1386 | -    | -       | -    |
| Tutti Frutti                                      | 1548 | 1750 | 1947 | -       | 1998 |

1. ↑  Een '-' betekent dat het nummer niet was genoteerd en een vetgedrukt getal geeft de hoogste notering van een nummer aan.
2. ↑  Deze tabel is bijgewerkt tot en met de laatste editie (2024).

- Biblioteca Nacional de España: XX849259
- Bibliothèque nationale de France: cb13896705x (data)
- Catàleg d'autoritats de noms i títols de Catalunya: 981058516401506706
- Gemeinsame Normdatei: 128893346
- International Standard Name Identifier: 0000 0001 1439 1784
- Library of Congress Control Number: n83311954
- Nationale Bibliotheek van Letland: 000079634
- MusicBrainz: 95c2339b-8277-49a6-9aaf-08d8eeeaa0be
- Nationale Bibliotheek van Tsjechië: xx0025454
- Nationale Bibliotheek van Israël: 987007276599505171
- Nationale Bibliotheek van Polen: a0000002413792
- Nederlandse Thesaurus van Auteursnamen: 071025219
- Istituto Centrale per il Catalogo Unico: UBOV754595
- LIBRIS: 208324
- SNAC: w6dv29sz
- Système universitaire de documentation: 078075904
- Virtual International Authority File: 19865973
- WorldCat: E39PBJqfKhPvwVMT9K4MyRCbBP